# Tachov (distrito)

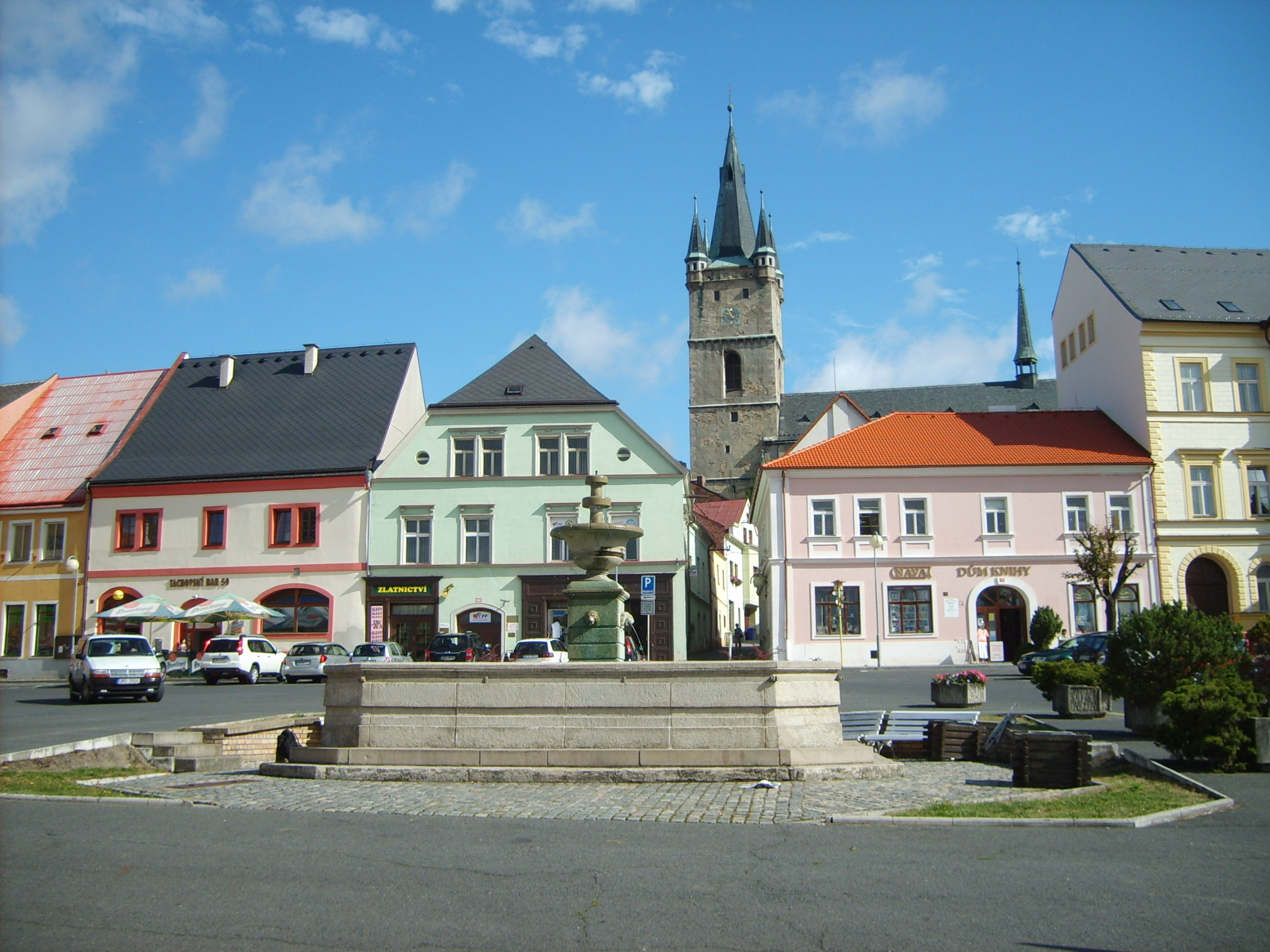
Praça de Tachov

Tachov é um distrito da República Checa na região de Pilsen, com uma área de 1 379 km² com uma população de 51 439 habitantes (2002) e com uma densidade populacional de 37 hab/km².

## Cidades
- Halže